# Pedro Luis Boitel

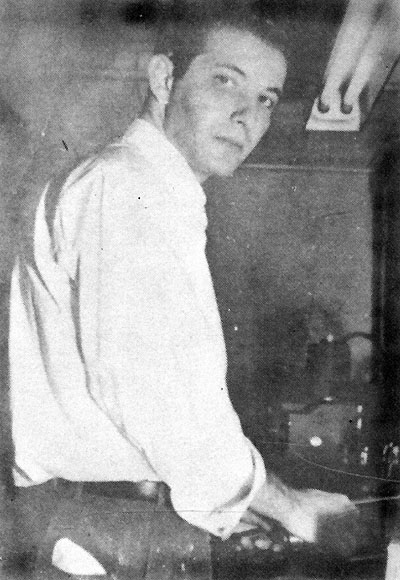
Pedro Luis Boitel

Pedro Luis Boitel (1931–1972) là nhà thơ và nhà bất đồng chính kiến người Cuba. Ông đã chống đối các chính phủ của cả Fulgencio Batista lẫn của Fidel Castro. Năm 1961, chính quyền Cuba đã bắt và phạt ông 10 năm tù. Boitel đã chết khi tuyệt thực trong nhà tù năm 1972 dưới chế độ cộng sản Cuba.

## Trước Cách mạng
Pedro Luis Boitel sinh trong một gia đình tầm thường xuất xứ từ Picardy (Pháp). Ông học ở Đại học La Habana đồng thời làm việc như một kỹ thuật viên vô tuyến.   Trong thập niên 1950, Boitel chống đối chính phủ của Fulgencio Batista và sang sống lưu vong ở Venezuela, nơi ông cộng tác với Rómulo Betancourt trong nỗ lực lật đổ chính phủ quân sự của Marcos Pérez Jiménez bằng cách dựng lên một đài phát thanh lậu ở nước này.
Sau cuộc Cách mạng Cuba, Boitel trở về nước và lại tiếp tục học ở Đại học La Habana.  Năm 1959, Boitel ứng cử chức chủ tịch Liên đoàn sinh viên đại học (Federación Estudiantil Universitaria) tại Đại học La Habana và được Phong trào 26 tháng 7 (26th of July Movement) hậu thuẫn. Dù Fidel Castro đứng đầu phong trào này, nhưng Castro và những nhà lãnh đạo cách mạng khác không còn ủng hộ Boitel. Đích thân Castro đã can thiệp vào các cuộc bầu cử sinh viên ở đại học La Habana để loại Boitel khỏi chức chủ tịch Liên đoàn sinh viên này.

## Ở tù và tuyệt thực
Là tín đồ Kitô giáo, Boitel trở nên không hài lòng với các biến cố chính trị ở Cuba, ông đã lập ra một tổ chức lậu là "Phong trào phục hồi Cách mạng" (Movement to Recuperate the Revolution).  Năm 1961 Boitel bị cầm tù, bị cáo buộc tội âm mưu chống lại nhà nước, và bị xử phạt ngay tức khắc 10 năm tù.
Nhưng sau 10 năm tù, ông vẫn không được thả. Có sự quả quyết là Boitel đã bị tra tấn và đánh đập nhiều lần và mẹ ông - bà Claretta - đã bị nhục mạ khi tới thăm ông trong nhà tù. Ủy ban Nhân quyền liên Mỹ (Inter-American Commission of Human Rights) cho rằng chính phủ Cuba đã vi phạm điều I của Tuyên ngôn về Quyền và Nghĩa vụ con người của châu Mỹ (American Declaration on the Rights and Duties of Man) trong việc đối xử với các tù nhân.  Boitel xin phép rời khỏi Cuba, nhưng đơn xin của ông đã bị từ chối.
Ngày 3.4.1972, Boitel tự tuyên bố tuyệt thực để phản đối. Sau 53 ngày tuyệt thực mà không được hỗ trợ thuốc men, chỉ uống chất lỏng, ông đã chết đói ngày 25 tháng 5 năm 1972.  Những ngày cuối cùng của ông đã được người bạn thân của ông, nhà thơ Armando Valladares thuật lại.  Ông được chôn trong một ngôi mộ không đánh dấu trong Nghĩa trang Cólon ở La Habana.